# 1316
1316 (MCCCXVI) fue un año bisiesto comenzado en jueves del calendario juliano.

## Acontecimientos
- 15 de noviembre - Nace el heredero a la corona de Francia y de Navarra: Juan I el Póstumo, hijo del rey Luis X el Obstinado y Clemencia de Hungría.
- Tras la muerte de Juan I el Póstumo, y después de eliminar de la sucesión del trono de Francia por medio de la ley de los varones, a su sobrina Juana de Navarra, su tío Felipe de Poitiers se convierte en el rey Felipe V de Francia y de II Navarra.
- Galicia - Movimientos comunales en Lugo, Santiago de Compostela y otras villas.
- Juan XXII sucede a Clemente V como papa.
- Finaliza la construcción de la Torre de San Martín de Teruel.

## Nacimientos
- Fernando Alfonso de Valencia (1316-1384). Fue Maestre de la Orden de Santiago y bisnieto de Alfonso X de Castilla.
- Alfonso Fernández de Valencia, hermano gemelo del anterior y obispo de Zamora.
- Juan I de Francia, rey de Francia y Navarra.
- Roberto II de Escocia, rey de Escocia

## Fallecimientos
- 5 de mayo: Isabel de Rhuddlan, princesa inglesa.
- 5 de junio: Luis X de Francia
- 2 de agosto: Luis de Borgoña, rey tesalónico (n. 1297).
- Alaudín, segundo gobernante de la dinastía india de los Khilji.
- Alfonso de Valencia, hijo del infante Juan de Castilla y nieto de Alfonso X de Castilla.
- Juan I de Francia, rey de Francia envenenado por su tío Felipe V.
- Ramon Llull, escritor valenciano